# Хевенер, Дэвид
Дэ́вид Хевенер (род. 22.12.1958 в г. Луисвилл, США) — американский актёр, режиссёр, сценарист, продюсер, исполнительный продюсер, композитор, певец.

## Биография
В 1985 году покинул родной город Луисвилл, чтобы попробовать себя в качестве композитора звукового оформления к фильмам.
В 17 лет переезжает в Нашвилл и начинает карьеру композитора и певца. За несколько лет добивается значительных успехов: написал музыку к двум песням, попавшим в десятку хит-парадов США, а также его музыка звучала в популярных телевизионных шоу «Хи-Хо» (англ. Hee Haw) и «Вечернее шоу»
Не имея специального образования и больших бюджетов, за 5 лет Дэвид Хевенер выпустил в качестве режиссёра и продюсера на основе собственных сценариев 6 фильмов, в которых сыграл главные роли. В настоящее время количество фильмов, в создании которых принимал участие Дэвид Хевенер превышает 30.
К режиссёрским работам Дэвида Хевенера относятся фильмы с участием обладателя премии «Оскар» Мартина Ландау, а также номинантов этой премии Тони Кёртис, Салли Кёркленд и Карен Блэк
Многие из его кинокартин транслировались на американских кабельных каналах HBO и Showtime, а также по выходили в свет на эфирных телевизионных каналах США.
Дэвид Хевенер исполнял роли «приглашённой звезды» в американских телесериалах «Охотник» (англ. Hunter (U.S. TV series)) и «Дни нашей жизни».
Фильм Дэвида Хевенера «Проклятье Майя» (англ. Curse of the Maya) входил в десятку бестселлеров магазинов Wal-Mart в течение 12 последовательных недель.

## Фильмография
1. Кончик языка (1985) - Директор картины, актёр.
2. The Fighter (1987) - Продюсер.
3. Outlaw Force (1988) - Режиссёр, продюсер, актёр, сценарист.
4. Священная месть (1989) - Режиссёр, продюсер, актёр, сценарист.
5. Kill Crazy (1990) - Режиссёр, композитор, продюсер, актёр, сценарист.
6. Дикое правосудие (1990) - Режиссёр, продюсер, актёр, сценарист.
7. For Hire aka Lethal Ninja (1991) - Режиссёр, продюсер, актёр, сценарист.
8. Ragin' Cajun (1991) - Режиссёр, продюсер, композитор, актёр, сценарист.
9. Prime Target (1991) - Режиссёр, продюсер, актёр, сценарист.
10. Глаз незнакомца (1993) - Режиссёр, композитор, продюсер, актёр,сценарист.
11. Kill or Be Killed (1993) - Продюсер, актёр.
12. Лос-анджелесская богиня (1993) - Актёр.
13. Twisted Fate (1993) - Актёр.
14. Ярость дракона (1995) - Режиссёр, продюсер, актёр, сценарист.
15. Ярость дракона 2 (1996) - Исполнительный продюсер.
16. Женщины Юрского периода (1996) - Продюсер.
17. Out of the Darkness (1996) - Актёр.
18. В бегах: невинная мишень (1996) - Режиссёр, продюсер, актёр, сценарист.
19. Guns of Chupacabra (1997) - Актёр.
20. Hollywood Cops (1997) - Актёр.
21. Поцелуй девчонок на прощанье (1997) - Исполнительный продюсер.
22. Atlanta Blue (1999) - Режиссёр, продюсер, актёр, сценарист.
23. The Catcher (2000) - Актёр.
24. Outlaw Prophet (2001) - Режиссёр, продюсер, актёр, сценарист.
25. Angel Blade (2002) - Режиссёр, продюсер, актёр, сценарист.
26. Rock n' Roll Cops 2 (2003) - Актёр.
27. Dawn of the Living Dead (2004) - Режиссёр, продюсер, актёр, сценарист.
28. Psycho Weene (2006) - Режиссёр, продюсер, актёр, сценарист.
29. Confessions of an Exorcist (2008) - Режиссёр, композитор, продюсер, актёр, сценарист.
30. Memphis Rising: Elvis Returns (2009) - Актёр.